# Santa Silvia (församling)
Santa Silvia är en församling i Roms stift.
Till församlingen Santa Silvia hör följande kyrkobyggnader och kapell:
- Santa Silvia
- Cappella Ancelle della Carità
- Cappella Centro Giovanile Fratel Policarpo
- Cappella Serve dei Poveri